# St Thomas (pays de Galles)
Pour les articles homonymes, voir Saint-Thomas.
St Thomas est une communauté de la cité et comté de Swansea, au pays de Galles.

## Géographie
Le quartier de St Thomas se trouve juste à l'est du centre-ville de Swansea, de l'autre côté de la Tawe (en). La communauté comprend le quartier de Port Tennant (en).

## Démographie
Au recensement de 2011, la communauté de St Thomas comptait 7187 habitants.